# La Ciudad Prohibida (Película de 2025)
La Ciudad Prohibida es una película italiana de 2025 coescrita y dirigida por Gabriele Mainetti .

## Argumento
2025 : Mei, crecida en secreto por sus padres como consecuencia de la política del hijo único, es una experta en técnicas de combate, llega a Roma en busca de Yun, su hermana. En el restaurante chino "Città proibita" (ciudad proibida), descubre que los clientes no sólo pueden comer sino también entretenerse con prostitutas. Allí, en media de una lucha contra los secuaces de Wang, ella logra descubrir que Alfredo, el maduro dueño de otro restaurante cercano se la llevó con él.
Mei captura a uno de los colaboradores de Wang, quien le revela la muerte de Yun y Alfredo. Obligando Marcello, el hijo de Alfredo, a llevarlos donde están los cuerpos.
Annibale, un delincuente de barrio, intenta conquistar a Lorena, la madre de Marcello. Mientras tanto, Mei acecha a Wang y una noche, cuando él, sin guardaespaldas, sale a asistir a un concierto de su hijo rapero, los dos tienen una violenta pelea, donde la chica toma la delantera, hiriéndolo gravemente. Finalmente, el hombre, en su lecho de muerte, explica lo que sucedió: Alfredo se había enamorado de Yun y quería abandonar a su familia para irse con ella, pero al no tener suficiente dinero pretendía vender el restaurante a Wang para liberar a la muchacha de su control. Annibale había llegado justo cuando se estaba llevando a cabo la firma del contrato y, en lugar de aceptar ver a los gánsteres chinos expandirse por el barrio, había disparado a Alfredo; Wang, considerando que Yun estaba perdida, la apuñaló inmediatamente mientras ella lloraba desesperada sobre el cadáver de su amado hombre.
Mei le cuenta todo a Marcello, quien afronta Annibale, este dándose cuenta de que finalmente lo ha perdido todo, se suicida.
Tiempo después, Lorena se convirtió en la propietaria del restaurante y ahora el negocio va viento en popa. Marcello y Mei, por otro lado, se mudaron a China, donde ambos viven con sus dos hijos.

## Producción
El rodaje comenzó en mayo de 2023 en Roma, con el título provisional de Kung-fu all'amatriciana, El montaje se completó en diciembre de 2023. En total, el presupuesto de la película fue 16 882 672 €.
Las primeras imágenes de la película se proyectaron en las Jornadas Profesionales de Cine de Sorrento el 4 de diciembre de 2024. El tráiler oficial fue lanzado el 17 de febrero de 2025 en el sitio web de Vanity Fair .

## Distribución
La película se distribuyó en los cines italianos por PiperFilm a partir del 13 de marzo de 2025, precedida por un preestreno el 8 de marzo. Originalmente estaba previsto que Vision Distribution lo lanzara en el otoño de 2024.